# Pseudacraea imerina
Pseudacraea imerina is een vlinder uit de onderfamilie Limenitidinae van de familie Nymphalidae. De wetenschappelijke naam van de soort is, als Diadema imerina, voor het eerst geldig gepubliceerd in 1864 door William Chapman Hewitson.